# Ochtum bei Grolland
Ochtum bei Grolland este o arie protejată (arie de protecție specială avifaunistică — SPA) din Germania întinsă pe o suprafață de 24,9 ha, integral pe uscat.

## Localizare
Centrul sitului Ochtum bei Grolland este situat la coordonatele 53°03′15″N 8°45′30″E / 53.0542°N 8.7583°E.

## Înființare
Situl Ochtum bei Grolland a fost declarat arie de protecție specială avifaunistică în februarie 1993 pentru a proteja 1 specie de animale.

## Biodiversitate
Situată în ecoregiunea atlantică, aria protejată nu include niciun habitat protejat.
La baza desemnării sitului se află o specie protejată de  păsări: fluierar de mlaștină (Tringa glareola).